# Eleutherodactylus antillensis
Eleutherodactylus antillensis is een kikker uit de familie Eleutherodactylidae. De wetenschappelijke naam van de soort werd in 1862 als Hylodes antillensis gepubliceerd door Johannes Theodor Reinhardt & Christian Frederik Lütken.

## Verspreiding
De soort komt voor op de eilanden van Puerto Rico (hij is algemeen op het hoofdeiland en wordt daarnaast vermeld voor de eilanden  Vieques, Culebra), de Amerikaanse Maagdeneilanden (Saint Thomas, Saint John, Saint Croix) en de Britse Maagdeneilanden (Tortola, Virgin Gorda, Frenchman's Cay en Guana Island). De soort is geïntroduceerd in Panama.
Diasporus · 
Eleutherodactylus